# 伏島近蔵

伏島近蔵の銅像（群馬県太田市）

伏島 近蔵（ふせじま ちかぞう、ふせじま きんぞう、1837年（天保8年） - 1901年（明治34年）8月7日）は、江戸幕末から明治にかけて活躍した、上野国（群馬県）出身の実業家。横浜を開拓した代表的人物の一人であり、第七十四国立銀行の初代頭取である。
太田市藪塚町藪塚中央公民館に伏島近蔵の銅像、記念碑、石碑がある。

## 生涯

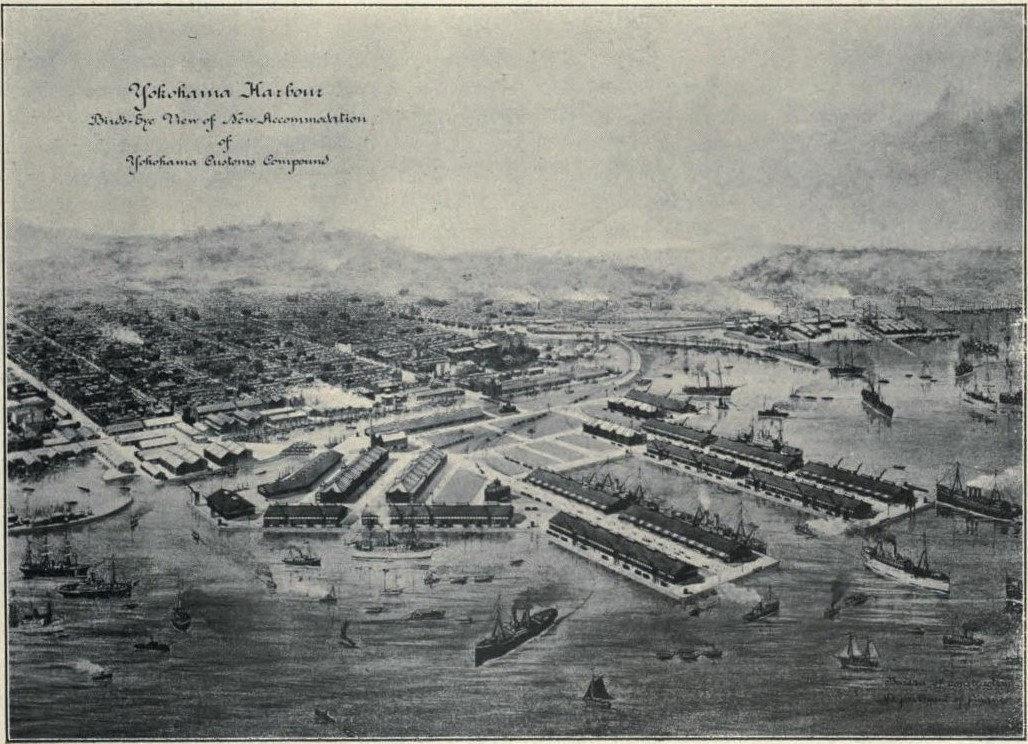
明治時代の横浜港

伏島近蔵は上野国新田郡藪塚村（現群馬県太田市）の地主の家に生まれた。1865年（慶応元年）に、妻こうを伴い横浜にきて、当初は横浜-神奈川間の行商や、妻の蝋燭小売により生計を立てる。その後商館「アメリカ一番館」に勤務し才能を示し、商人として頭角をあらわした。1868年（慶応4年）に同館を持し独立し、唐物、蚕卵紙（さんらんし、蚕の卵をつけた紙）等を扱う商売をし財産を成したが、その後一旦帰郷し家業に従事するようになる。
帰郷後は家業に従事する一方で、渡良瀬川大間々町（現群馬県みどり市）から鳥の郷（現群馬県太田市）に至る用水路を開削し、その功績により1876年（明治9年）の明治天皇東北御巡幸の際には特に拝謁を仰せ付けられ、奈良晒二匹を下賜された。その後アメリカ一番館の日本人惣番頭の死により再び横浜に戻るが、小学校への寄付や鉱泉事業等への協力等、故郷の発展のために生涯多大な貢献を果たした。
横浜に戻って後はアメリカ一番館の大番頭となり、1877年（明治10年）の西南戦争における羅紗（ラシャ）の取引等で巨利を得るが、1878年（明治11年）には再び同館を辞し、他の有力横浜商人と共に第七十四国立銀行の設立に参加し自ら初代頭取となる。一方彼は貿易商人としての活動も続けていた。
横浜開港以来蚕卵紙の輸出の多くは外国商人により壟断（ろうだん）され、彼らはそれにより巨利を得ており、日本への利益の還元は少なかった。1880年（明治13年）に彼は蚕卵紙直輸を決意し、現地商人と交渉すべくイタリアへと渡るが、すでに横浜の外国商人と結託したイタリア商人の妨害により交渉は難航。駐伊大使鍋島直大も仲裁したが、その間蚕卵が孵化し商品とならなくなり大損害を蒙り帰国した。その間253日間に及ぶ旅行記は当時の第一級資料である。大胆豪放の一面、思慮極めて周到周密な彼の人間があらわれている。
帰国後彼は悪影響を考え、第七十四国立銀行頭取の職を同郷高崎出身の茂木惣兵衛に譲り商業活動に専念したが、折に触れ局外協力は行った。その後横浜市民への良質な飲料水の不足を見た彼は、大田初音町山に横穴を掘削し清水を得て、清水販売（飲料水販売）を実行し再び巨利を得た。彼は事業を株式会社組織とし揺光社（ようこうしゃ）をおこした。
彼は外国における港湾都市の土地値上がりを知り、不動産事業への進出を決意、揺光社の株式を売却し野毛山一体の地所を買占め、1884年（明治18年）の市による野毛山貯水池設置にあたり売却し利益を得て、その後も積極的に不動産事業を行った。
また外国における港湾都市の実見により、港都横浜の発展には陸上施設の完備が肝要であることを痛感した彼は、その後積極的にその方面での活動を行う。特に現在の大通り公園にあった新吉田川や、新富士見川の運河の開削や、隧道や橋等の整備に力を入れ、私財を擲（なげう）つことも厭わなかった。
1900年（明治33年）、勢多郡横野村大字樽から利根川を取水し、赤城山南麓を横断し新田郡笠懸村まで導水、藪塚本町方面まで利用する用水計画を立て、測量調査費用3千円を投じた。この計画は実現しなかったが、赤城山南麓を横断する用水計画は後の群馬用水・大正用水の先鞭といえる。
彼の事業は順調であったが、1901年（明治34年）北海道開拓を決意し、同年官林の払い下げを受け、その実地検分のため北海道に渡ったが、札幌にて病となり、その後稚内まで達するも現地で病死した。享年64。墓地は横浜の根岸墓地にある。

## 頌徳碑と銅像

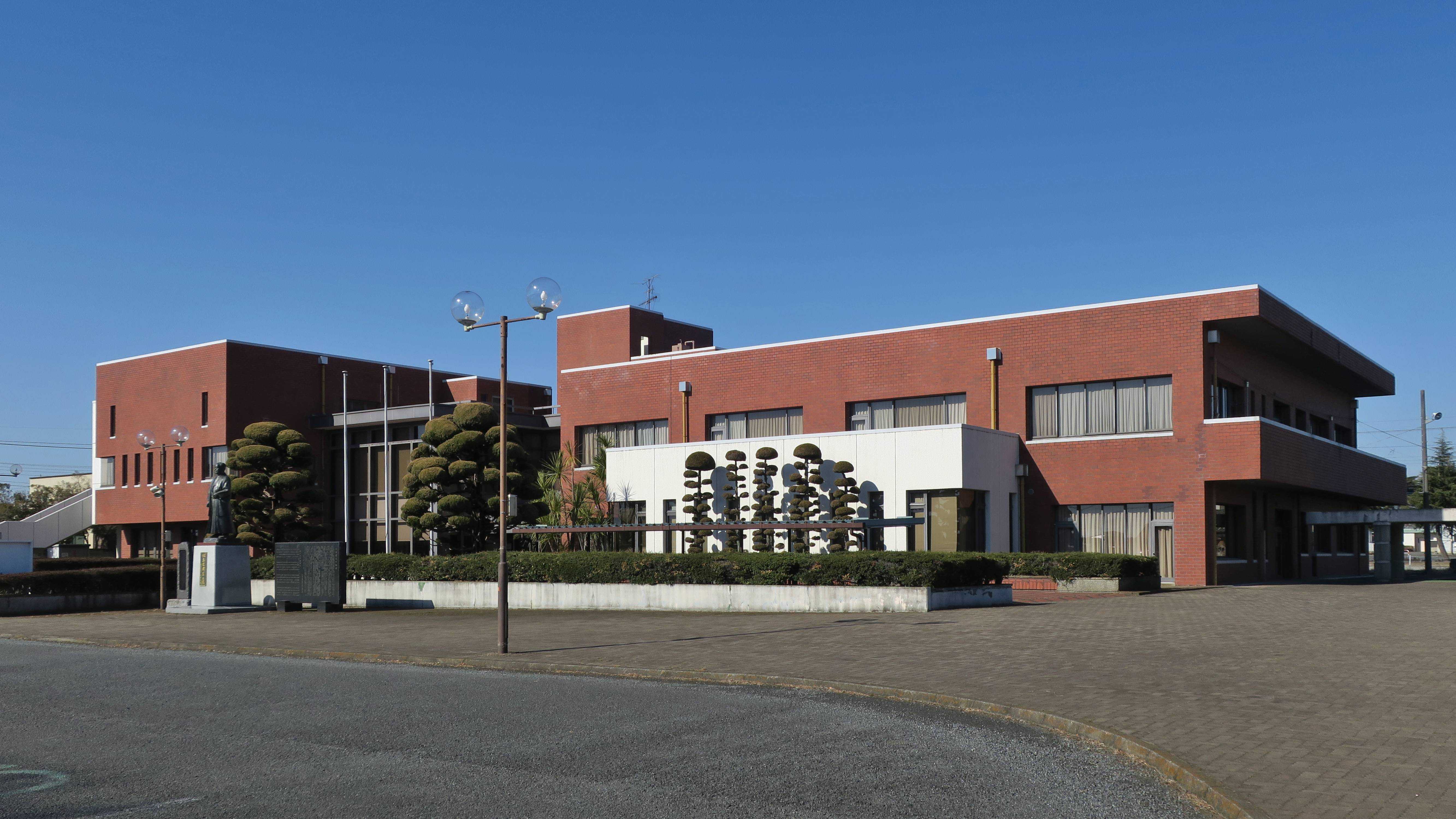
藪塚本町中央公民館（群馬県太田市）

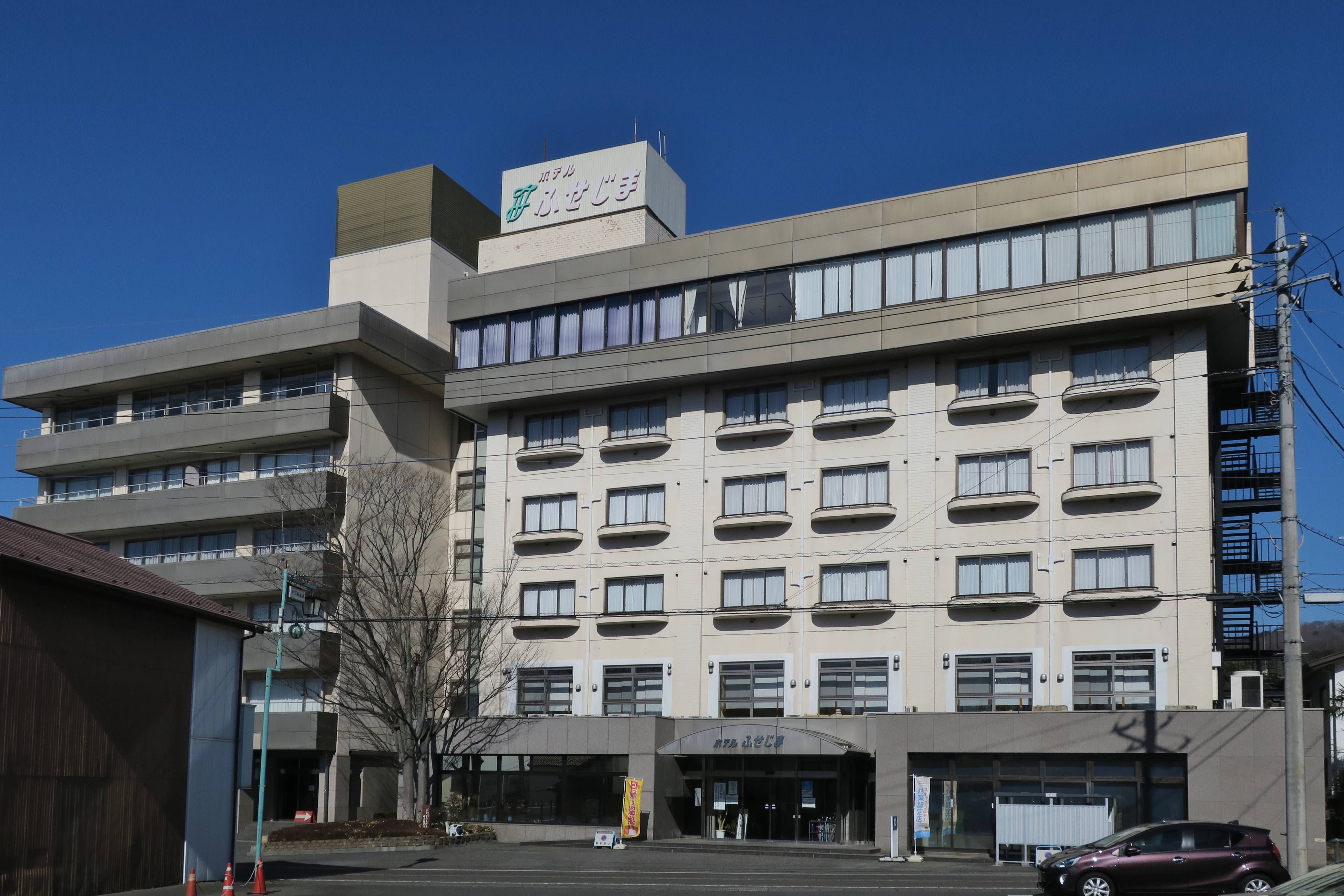
ホテルふせじま（藪塚温泉）

横浜お三の宮日枝神社境内と太田市に彼の功績を称える頌徳碑があり、故郷藪塚本町中央公民館には銅像があり郷土の偉人として功績を称えている。
なお、藪塚温泉にある「ホテルふせじま」は、伏島近蔵が明治5年（1872年）に創業した温泉宿「伏島館」が前身となっている。

## 田辺屋の屋号
伏島近蔵の店は田辺屋として知られていたが、屋号の由来は定かではなく彼も由来を語ることはなかった、一説には恩人の苗字と言われている。

## 板垣退助に心酔
横浜は自由民権運動の盛んであった土地であり、当時の市民は商人派（立憲改進党支持）と地主派（自由党支持）に別れ鎬（しのぎ）を削っており、商人派の巨頭は原善三郎、地主派の巨頭は伏島近蔵であった。彼の北海道開拓は自由党の党勢拡大の目的もあり、実地検分では当時の自由党幹部も同行している。彼は上州気質、任侠精神が強く、板垣退助の高潔な人格に深く心酔していた。